# Jana Špotáková
Jana Špotáková (nacida Jana Mezeiová, Bratislava, Checoslovaquia, 10 de septiembre de 1985) es una deportista eslovaca que compite en tiro, en la modalidad de tiro al plato.
En los Juegos Europeos de Cracovia 2023 consiguió una medalla de bronce en la prueba de foso. Participó en los Juegos Olímpicos de Tokio 2020, ocupando el octavo lugar en la misma prueba.

## Palmarés internacional
| Juegos Europeos | Juegos Europeos    | Juegos Europeos   | Juegos Europeos |
| Año             | Lugar              | Medalla           | Prueba          |
| --------------- | ------------------ | ----------------- | --------------- |
| 2023            | Cracovia (Polonia) | Medalla de bronce | Foso            |